# Цифри Сучжоу

Цифри Сучжоу (蘇州 碼子 або 苏州 码子: sūzhōu mǎzi)

Стародавні китайські цифри для лічильної дошки.

Цифри  Сучжоу або хуама 花 碼 — десяткова позиційна  система запису  чисел, що існувала в Китаї і  королівстві Рюкю.

## Історія
Цифри Сучжоу — єдина система, що частково збереглася, заснована на  рахунках паличками. Ця система сформувалася на базі більш давньої системи цифр, які викладалися паличками для обчислень на лічильної дошці, що використовувалася в  Південній Сун. Довгий час розрахунки велися майже тільки на лічильних дошках. На папері записувався результат.
Сучжоуські цифри використовувалися в якості скоропису у комерції, бухгалтерії. В офіційних документах використовувалися «формальні» китайські цифри, їх складніше переплутати під час запису і читанні. У Росії на фінансових документах аналогічну функцію виконує графа «сума прописом». Цифри Сучжоу були популярні на ринках, у Гонконгзі вони дожили до початку 1990-х, але поступово витісняються  арабськими цифрами. Сьогодні цифри Сучжоу використовуються тільки на деяких ринках для запису цін.
Після анексії  королівства Рюкю Японією цифри Сучжоу там були замінені  японськими цифрами.

## Знаки
У порівнянні з давньою системою найбільш суттєві зміни, з метою більш скорописного виконання, зазнали цифри 4, 5 і 9. Цифри Сучжоу займають в Юнікоді діапазон U+3021 — U+3029.
| Арабська цифра | Цифра Сучжоу | Цифра Сучжоу | Китайська цифра | Китайська цифра |
| Арабська цифра | Знак         | Юнікод       | Знак            | Юнікод          |
| -------------- | ------------ | ------------ | --------------- | --------------- |
| 0              |              |              | 〇              | U+3007          |
| 1              | 〡           | U+3021       | 一              | U+4E00          |
| 2              | 〢           | U+3022       | 二              | U+4E8C          |
| 3              | 〣           | U+3023       | 三              | U+4E09          |
| 4              | 〤           | U+3024       | 四              |                 |
| 5              | 〥           | U+3025       | 五              |                 |
| 6              | 〦           | U+3026       | 六              |                 |
| 7              | 〧           | U+3027       | 七              |                 |
| 8              | 〨           | U+3028       | 八              |                 |
| 9              | 〩           | U+3029       | 九              |                 |

Цифри 1, 2 і 3 можуть позначатися вертикальними і горизонтальними рисками. Чергування вертикального і горизонтального написання дозволяє уникнути плутанини при послідовному запису цих цифр. Наприклад, «21» пишеться як «〢 一» замість «〢〡», що можна сплутати з «3» (〣). Перша цифра послідовності в такому випадку записується вертикально, друга горизонтально і так далі.

## Запис

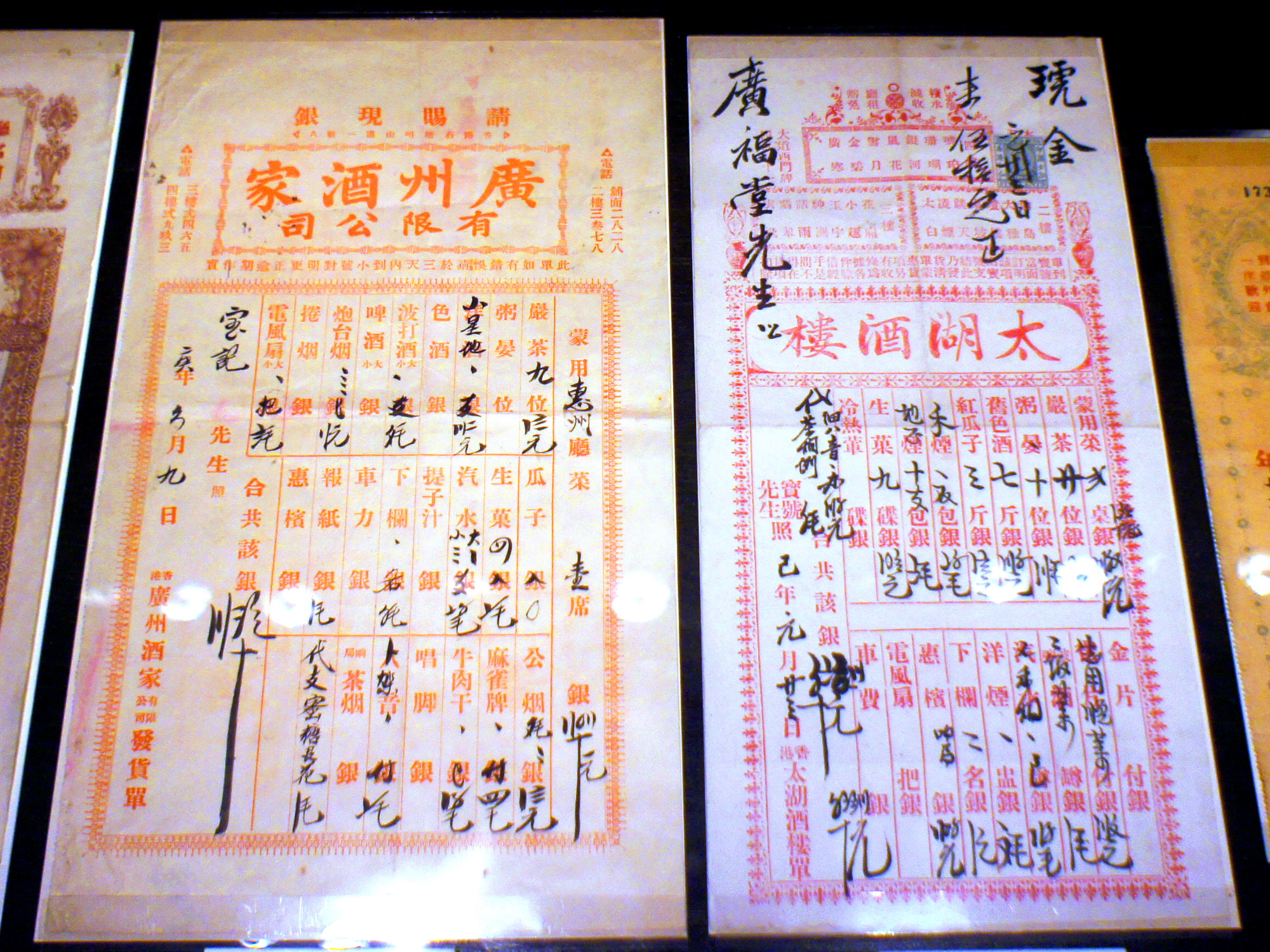

Система запису цифр Сучжоу  позиційна, але повний запис включає також множник і одиницю виміру, що схоже з  нормалізованим експоненційним записом чисел. Цифри завжди пишуться горизонтально зліва направо.
| 〤 | 〇 | 〢 | 二 | - | 十 | 元 |

Перший рядок містить значення: 〤〇〢 二, що означає «4,022». Другий рядок вказує одиниці виміру і множник: 十元 (десять  юанів). Самий запис означає «40,22 юаня».
Можливі множники:
- Цянь (千) — тисячі
- Бай (百) — сотні
- Ши (拾) — десятки
- Одиниці не записувалися

Долари можуть записуватися наступним чином:
- Юань (元) — долар
- Мао 毫 або 毛 — 10 центів
- Сянь 仙 — 1 цент

Також вживаються міри довжини, обсягу, ваги і так далі.
Цифри Сучжоу дуже схожі на систему запису  чисел з плаваючою комою, там  мантиса вказує значення, а множник записаний  показовою функцією.

## Ханчжоу
У стандарті Юнікод 3.0 цифри Сучжоу невірно названі Ханчжоу. Помилку виправили у версії 4.0:
Усі посилання на сучжоуські цифри змінено, проте через політику Юнікода назви самих знаків не можуть бути змінені.